# Musée Kröller-Müller
 (janvier 2017).
Si vous disposez d'ouvrages ou d'articles de référence ou si vous connaissez des sites web de qualité traitant du thème abordé ici, merci de compléter l'article en donnant les références utiles à sa vérifiabilité et en les liant à la section « Notes et références ».
Pour les articles homonymes, voir Kröller-Müller, Kröller et Müller.
Le musée Kröller-Müller (en néerlandais : Kröller-Müller Museum), inauguré en 1938, est un musée d'art situé à proximité du village néerlandais d'Otterlo.

## Collections
Sur les plus de 20 000 œuvres que conserve le musée, près de 11 500 furent acquises entre 1907 et 1922 par Helene Kröller-Müller et son mari, l'industriel Anton Kröller. Ils ouvrirent d'abord le Museum Kröller à La Haye en 1912, qui présentait plus de vingt toiles de Vincent van Gogh ou encore de Georges Seurat, Paul Signac, Odilon Redon, Bart van der Leck, mais aussi dès 1913, une toile cubiste de Juan Gris ou abstraite de Piet Mondrian (Tableau no 1), peinte la même année. Après avoir tenté entre 1918 et 1922 de construire un grand musée à Hoenderloo, ils offrirent leur collection en 1928 à une fondation et enfin à l'État néerlandais en 1935, qui autorisa la construction d'un musée à Otterlo, réalisé par Henry van de Velde et inauguré le 13 juillet 1938.
D'abord consacrée à l'art ancien jusqu'au milieu du XIXe siècle, la collection se tourna très rapidement, sur les conseils de H. P. Bremmer (en), vers la constitution d'ensembles représentatifs des diverses tendances de l'art moderne, depuis l'impressionnisme et le post-impressionnisme de Seurat, en passant par le cubisme et le futurisme, mais surtout jusqu'aux avant-gardes de l'abstraction, comme le mouvement De Stijl avec Mondrian ou Theo van Doesburg, selon une approche scientifique d'une rare précocité, dont nombre de musées s'inspireront ensuite, et qui permettra la constitution de l'une des toutes premières véritables collections d'art moderne au monde. Depuis la fin des années 1970, le musée a également bénéficié de la donation ou acquisition de plus de 400 œuvres contemporaines d'au moins 42 artistes de la collection Visser ou de la donation de plus de 100 œuvres de la collection de Piet et Ida Sanders, ainsi que de nombreux artistes.
Le musée Kröller-Müller dispose notamment de la deuxième collection mondiale de tableaux de Vincent van Gogh après celle du musée Van Gogh d'Amsterdam, avec 180 dessins et 92 toiles, telles que Terrasse du café le soir, Portrait de Paul-Eugène Milliet ou Vergers fleurissants. D'autres artistes majeurs de la génération de Van Gogh et de l'avant-garde du début du XXe siècle sont aussi représentés comme Georges Seurat avec la plus importante collection au monde (hors esquisses), Piet Mondrian, Paul Gauguin, Odilon Redon, James Ensor, Georges Braque, Picasso, Juan Gris, Wassily Kandinsky, Fernand Léger, etc.
Pour la peinture ancienne on retrouve notamment Hans Baldung Grien et Lucas Cranach l'Ancien. Le musée possède également une importante galerie de sculpture moderne (Auguste Rodin, Umberto Boccioni, Constantin Brancusi, Jean Dubuffet, Lucio Fontana, etc.).

## Les bâtiments

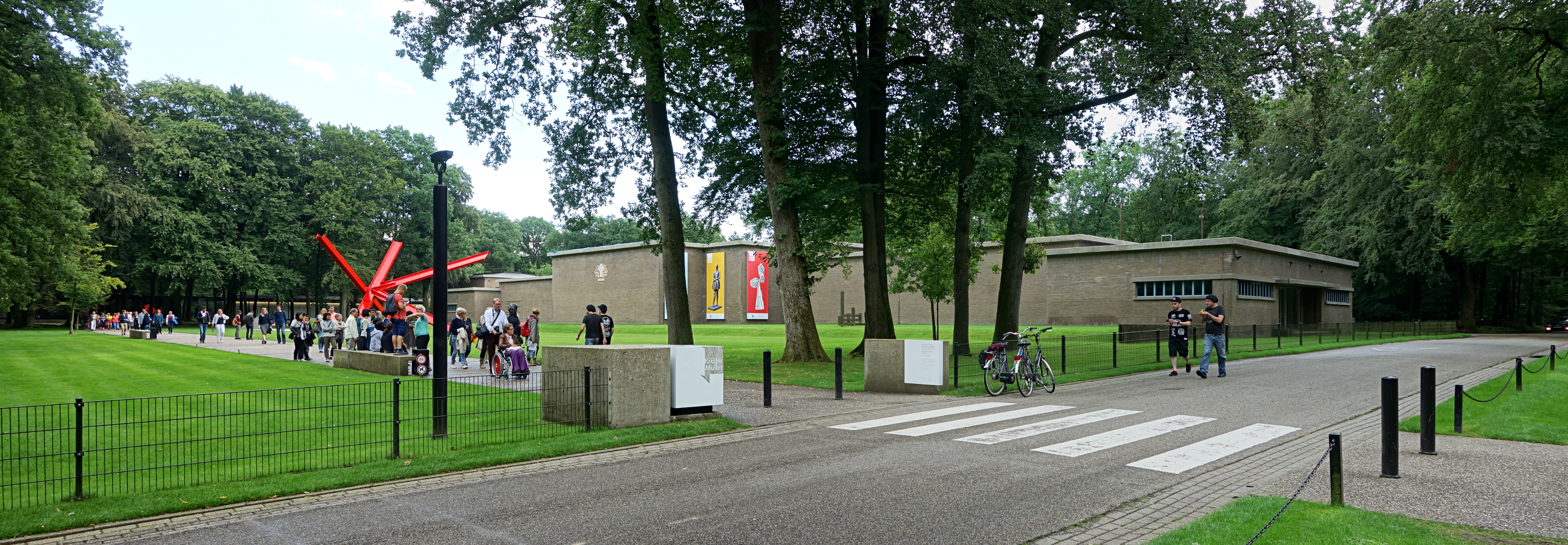
Vue du bâtiment originel du musée par Van de Velde.

Le musée, baptisé en l'honneur de Hélène et Anton Kröller-Müller ses fondateurs, a été construit de 1936 à 1957 par l'architecte belge Henry Van de Velde, puis agrandi en 1977 par l'architecte néerlandais Wim Quist (nl). Il se trouve au centre du Parc national De Hoge Veluwe, soumis à tarification spéciale, qui protège une faune locale variée ainsi qu'un troupeau de mouflons.
Avec plus de 160 œuvres, le jardin de sculptures qui entoure le musée est l'un des plus vastes d'Europe et celles-ci sont également présentées dans les deux pavillons des années 1960 de Gerrit Rietveld et Aldo van Eyck qui y ont été remontés respectivement en 1995 et 2005.
Plus loin, dans le parc, le Sint Hubertusslot, ou pavillon St Hubert, est un bâtiment conçu au bord d'un lac par l'architecte Hendrik Petrus Berlage pour la famille Kröller Müller. Il fait maintenant partie du musée qui y organise des visites guidées.

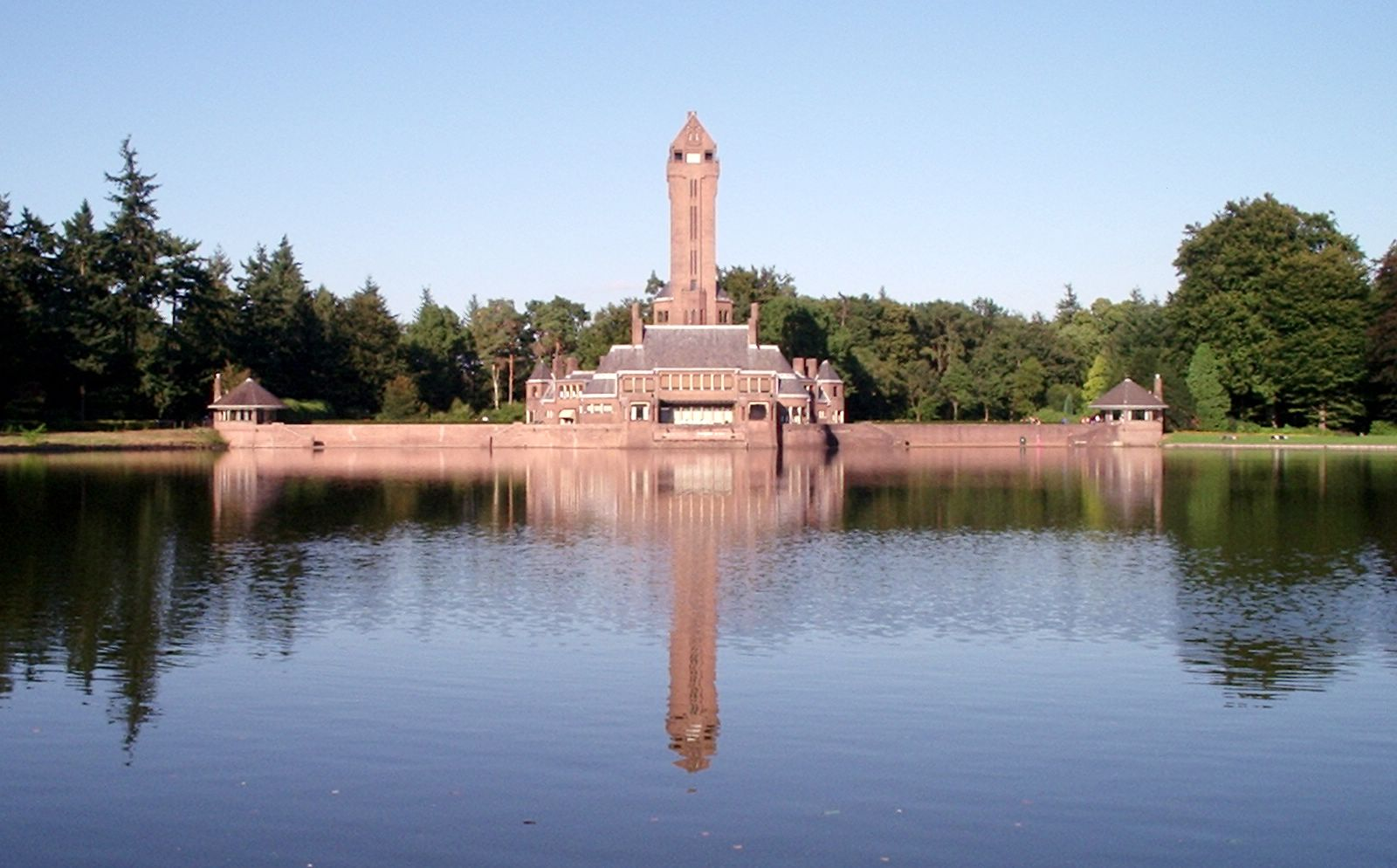
Le Sint Hubertusslot.

## Collection

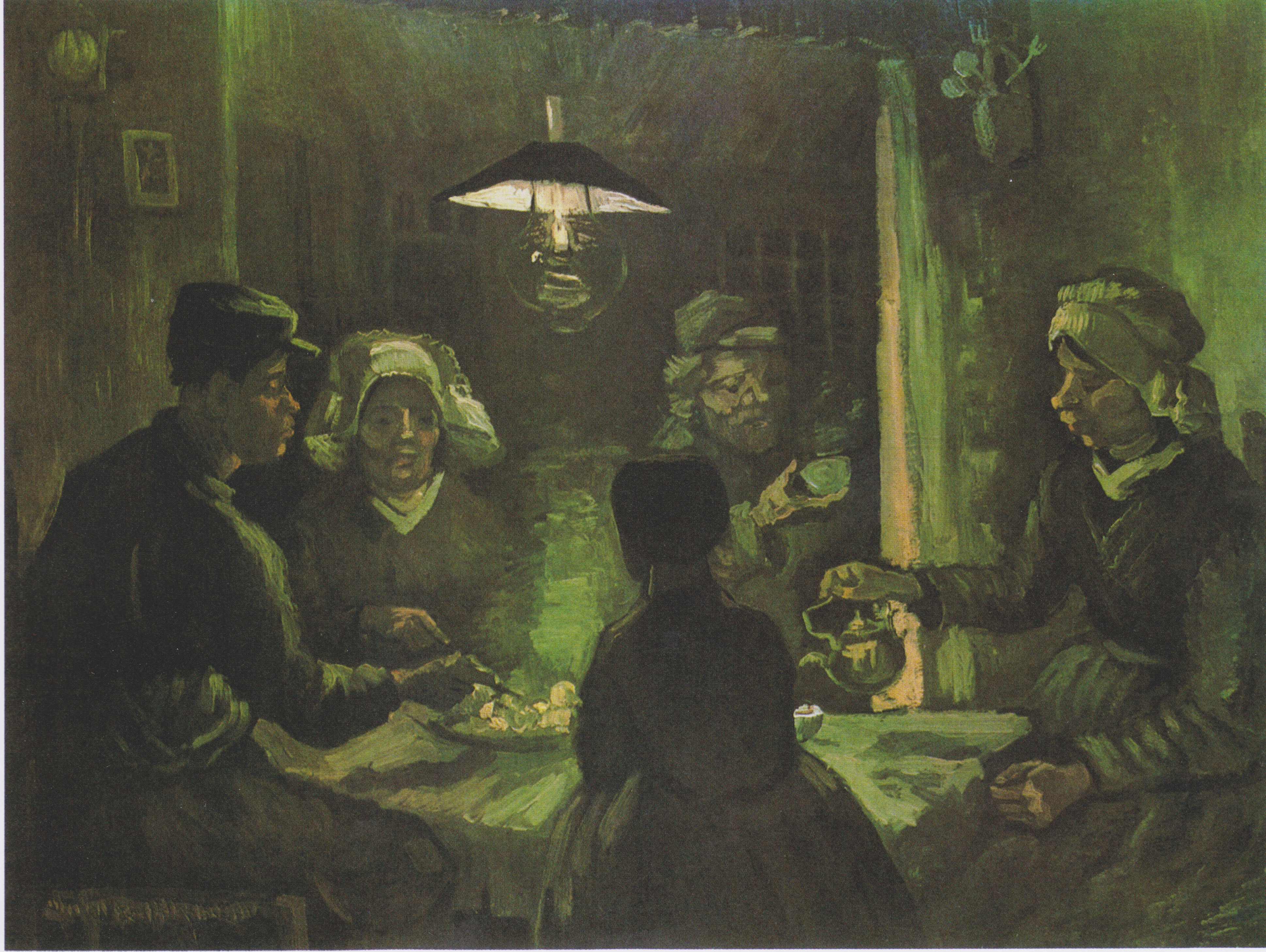
Vincent van Gogh, Les Mangeurs de pommes de terre, 1885.

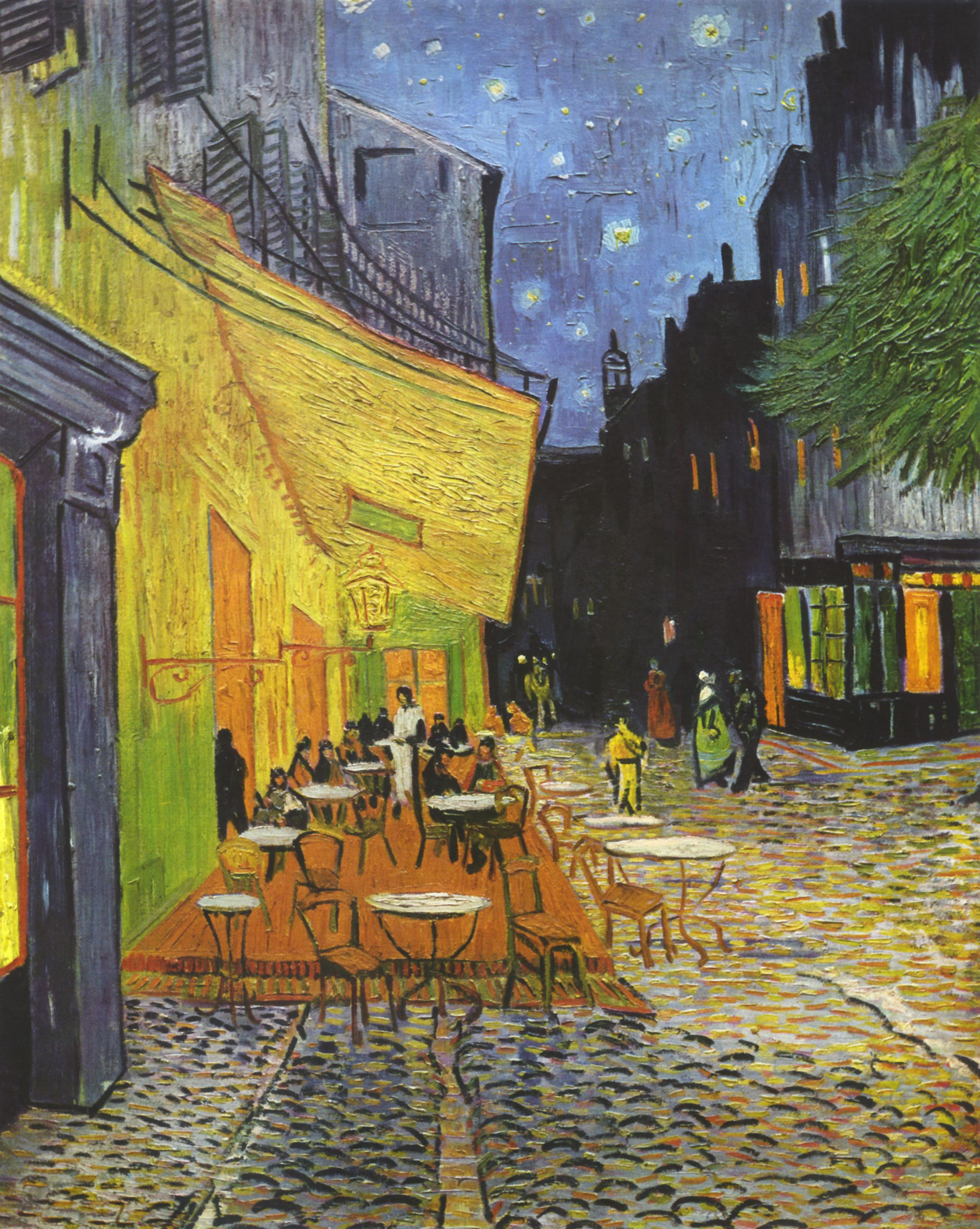
Vincent van Gogh, Terrasse du café le soir, septembre 1888.

La collection comporte des œuvres de nombreux artistes dont :

### Peintres
- Hans Baldung Grien
- Umberto Boccioni
- Georges Braque
- George Hendrik Breitner
- Paul Cézanne
- Pieter Claesz
- Camille Corot
- Gustave Courbet
- Lucas Cranach l'Ancien
- Henri-Edmond Cross
- William Degouve de Nuncques
- Maurice Denis
- Theo van Doesburg
- James Ensor
- Henri Fantin-Latour
- Paul Gauguin
- Vincent van Gogh
- Juan Gris
- Isaac Israëls
- Johan Barthold Jongkind
- Wassily Kandinsky
- Bart van der Leck
- Fernand Léger
- Édouard Manet
- Jean Metzinger
- Jean-François Millet
- Piet Mondrian
- Claude Monet
- Pablo Picasso
- Camille Pissarro
- Odilon Redon
- Auguste Renoir
- Théo Van Rysselberghe
- Kurt Schwitters
- Georges Seurat
- Jan Schoonhoven
- Paul Signac
- Charley Toorop
- Jan Toorop

### Sculpteurs

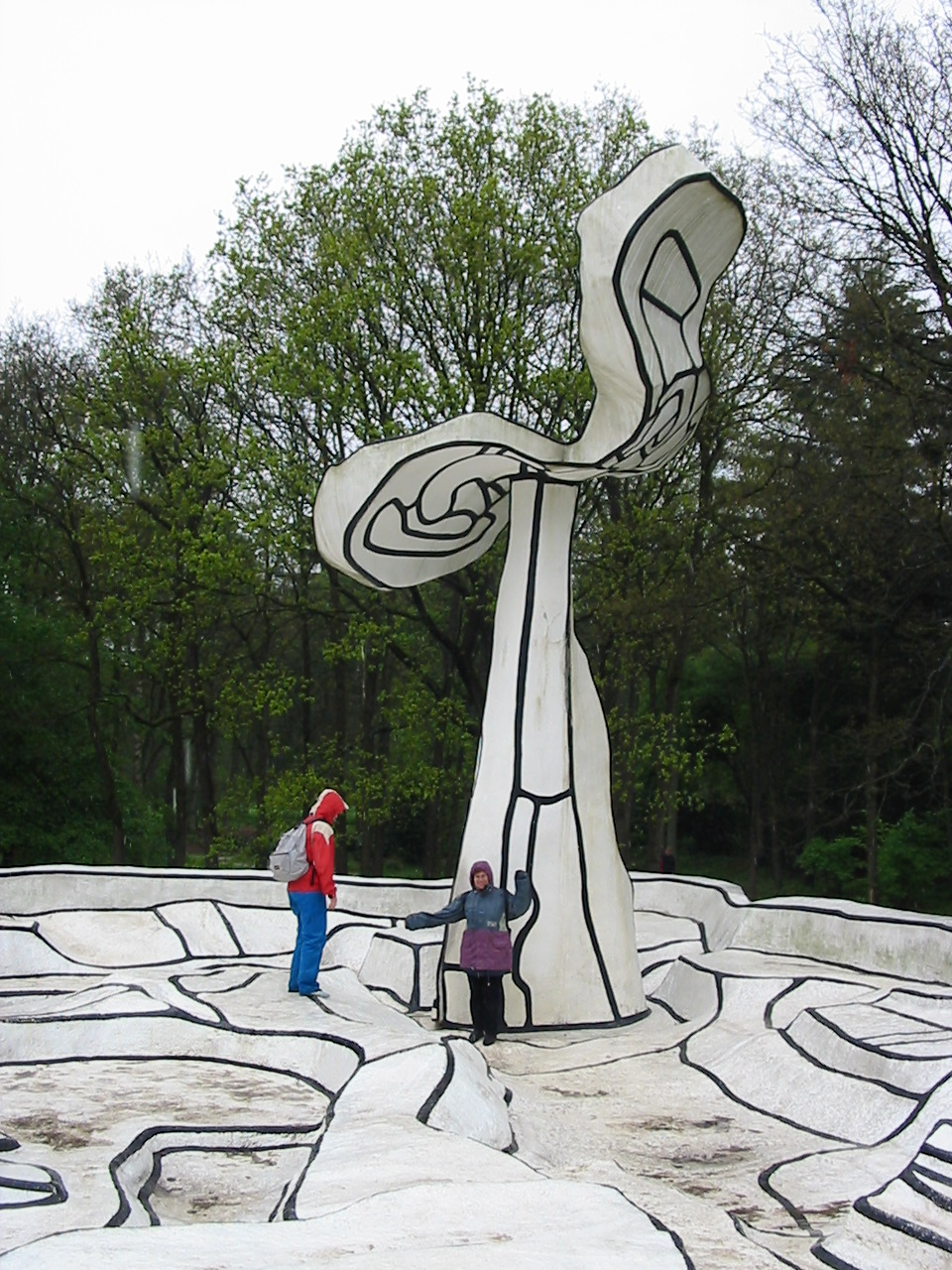
Jardin d'émail de Jean Dubuffet.

- Carl André
- Jean Arp
- Umberto Boccioni
- Antoine Bourdelle
- Constantin Brâncuși
- Christo
- Joseph Csaky
- Eugène Dodeigne
- Jean Dubuffet
- Luciano Fabro
- Dan Flavin
- Lucio Fontana
- Otto Freundlich
- Alberto Giacometti
- Julio González
- Barbara Hepworth
- Oscar Jespers
- Donald Judd
- Anselm Kiefer
- Bertrand Lavier
- Joep van Lieshout (en)
- Jacques Lipchitz
- Richard Long
- Aristide Maillol
- Marino Marini
- Mario Merz
- Henry Moore
- François Morellet
- Louise Nevelson
- Isamu Noguchi
- Claes Oldenburg
- Panamarenko
- Giuseppe Penone
- Germaine Richier
- Auguste Rodin
- Jan Schoonhoven
- Richard Serra
- Jesús Rafael Soto
- Mark di Suvero
- Jean Tinguely
- Herman de Vries
- Fritz Wotruba
- Ossip Zadkine

## Œuvres
- Van Gogh : la deuxième collection du monde avec 91 peintures et 180 dessins, dont 
  - Nature morte au chapeau de paille, 1881
  - Les Mangeurs de pommes de terre (seconde étude), 1885
  - Corbeille de pommes avec deux citrouilles, 1885
  - Le Moulin de la Galette, 1886
  - L'Intérieur d'un restaurant, 1887
  - Autoportrait , 1887
  - Quatre Tournesols, août-septembre 1887
  - Nature morte à la statuette de plâtre et aux deux romans, 1887
  - Nature morte, pommes de terre dans un bol jaune, 1888
  - Le Semeur au soleil couchant, 1888
  - Saules au soleil couchant, mars 1888
  - Vergers fleurissant (Pêcher, souvenir de Mauve), printemps 1888
  - Le Pont de Langlois avec des lavandières, 1888
  - Portrait de Paul Eugène Milliet, septembre 1888
  - Terrasse du café le soir, septembre 1888
  - Les Alyscamps, automne 1888
  - La Berceuse, décembre 1888
  - Portrait de Joseph Roulin, 1889
  - Champ d'oliviers , juin 1889
  - Nature morte avec planche à dessiner et oignons, 1889
  - Route avec un cyprès et une étoile, mai 1890
- Seurat : la plus importante collection du monde, dont
  - Le Chahut
  - Le chenal de Gravelines, en direction de la mer
  - Coin d'un bassin, Honfleur
  - Dimanche, Port en Bessin
  - Bout de Jetée, Honfleur
- Odilon Redon :
  - Pégase et l'hydre
  - Le Cyclope
- Paul Signac : Petit Déjeuner
- Juan Gris : Nature morte à la lampe à huile
- Hans Baldung Grien : Vénus et Amour

## Galerie d'images

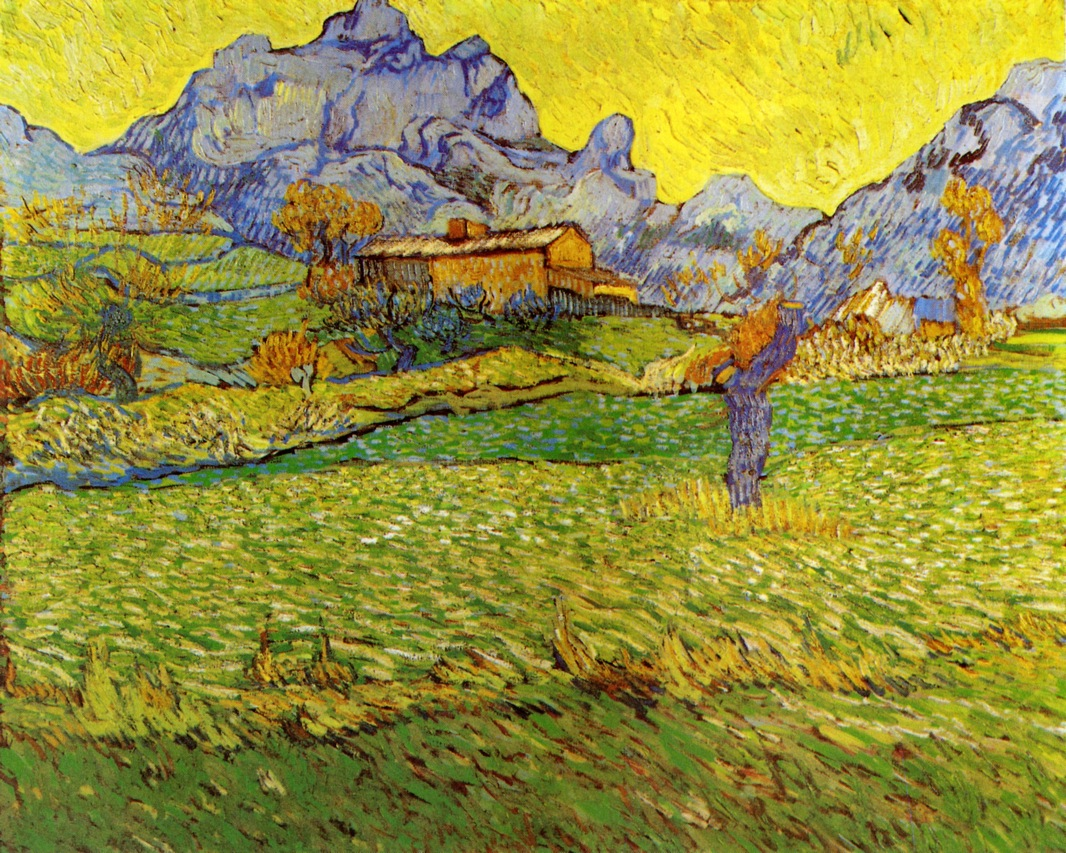
Vincent van Gogh, Un champ dans les montagnes, Le Mas de Saint-Paul, 1889.
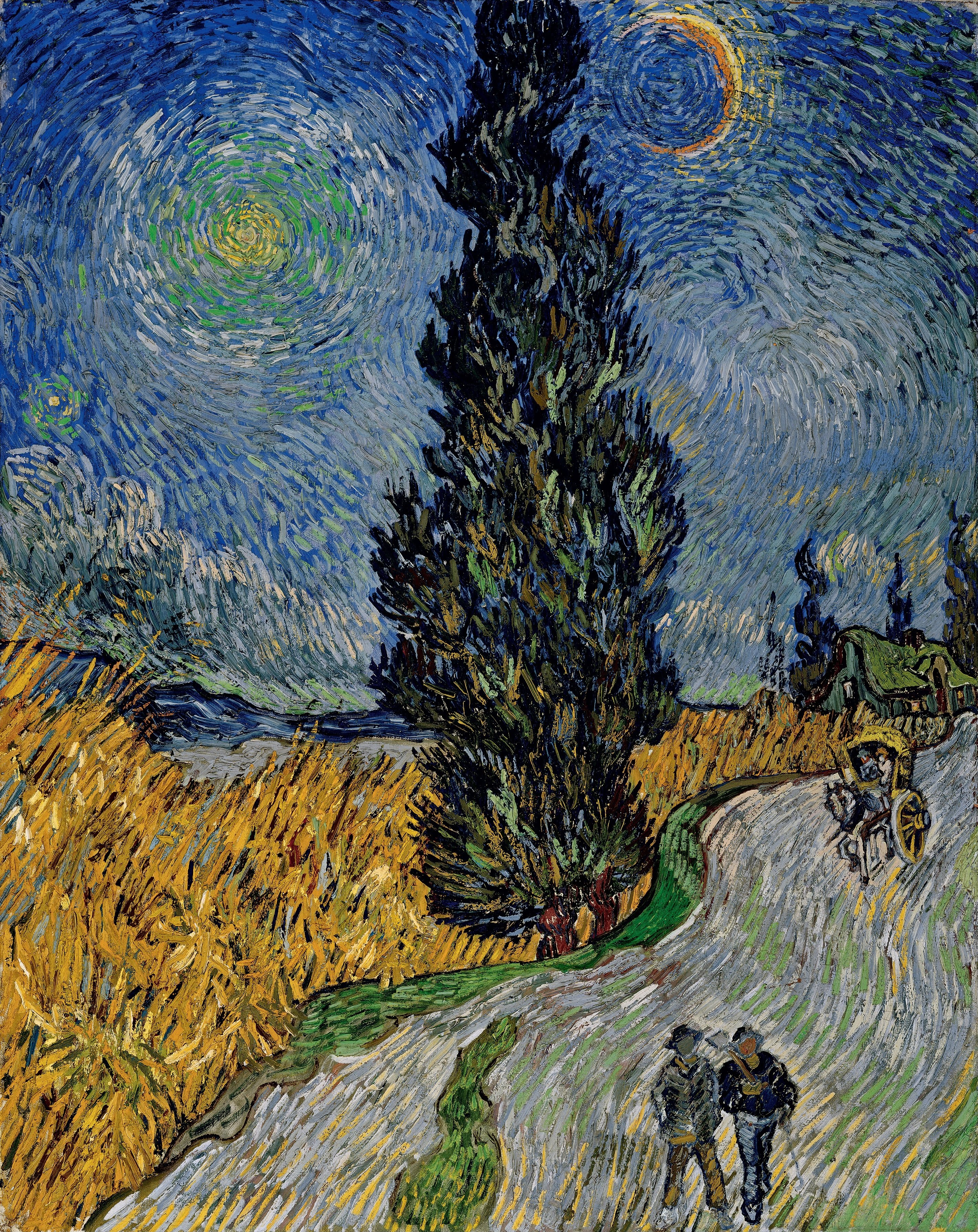
Vincent van Gogh, Route de campagne en Provence la nuit, 1889, mai 1890.
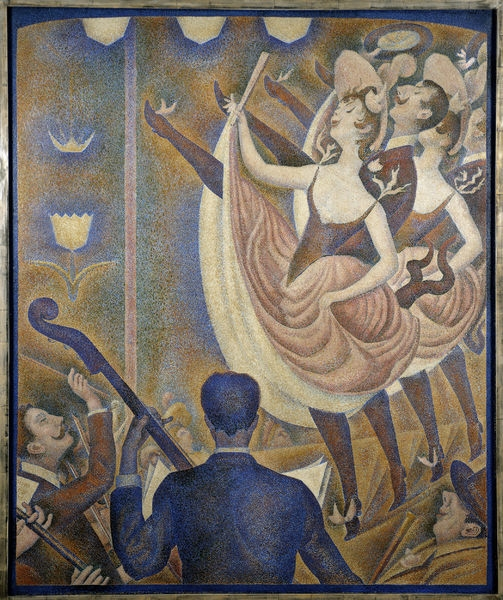
Georges Seurat, Le Chahut, 1889-1890.
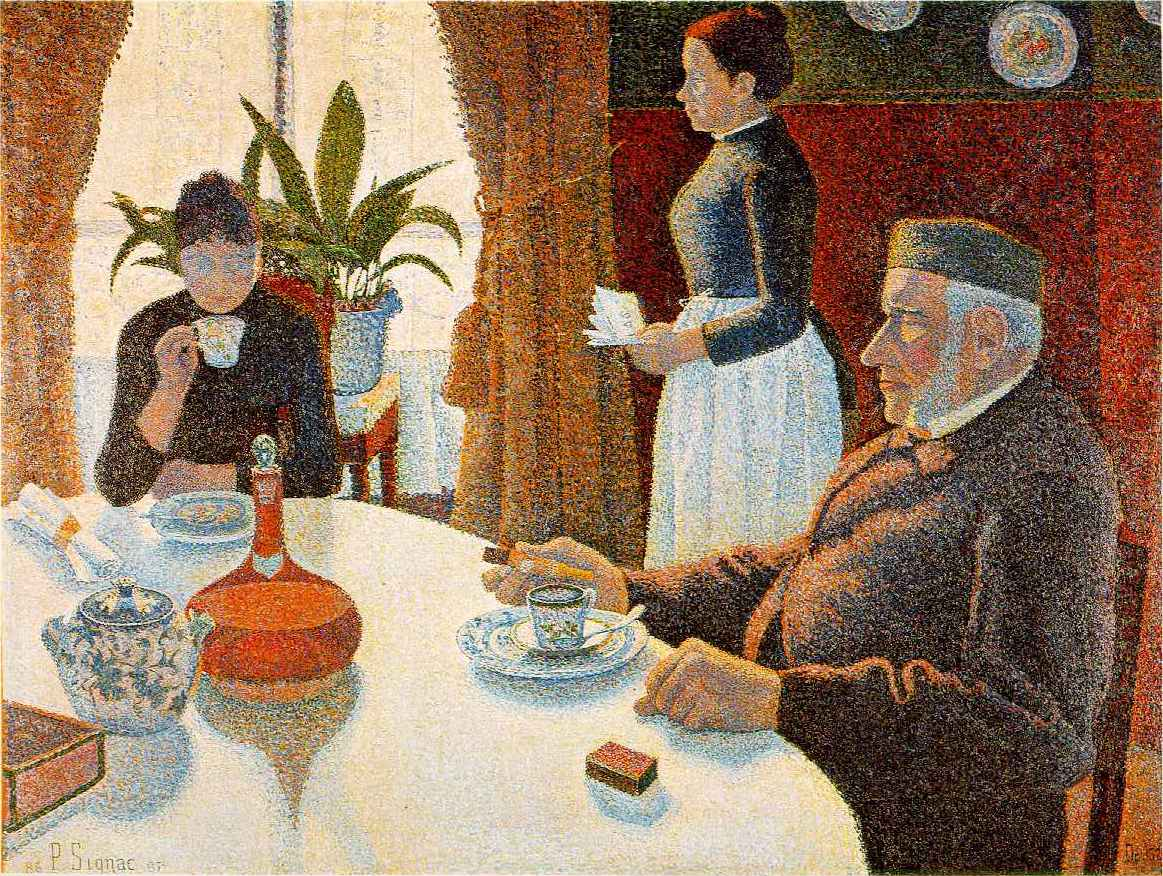
Paul Signac, Petit-déjeuner, 1886-1887.
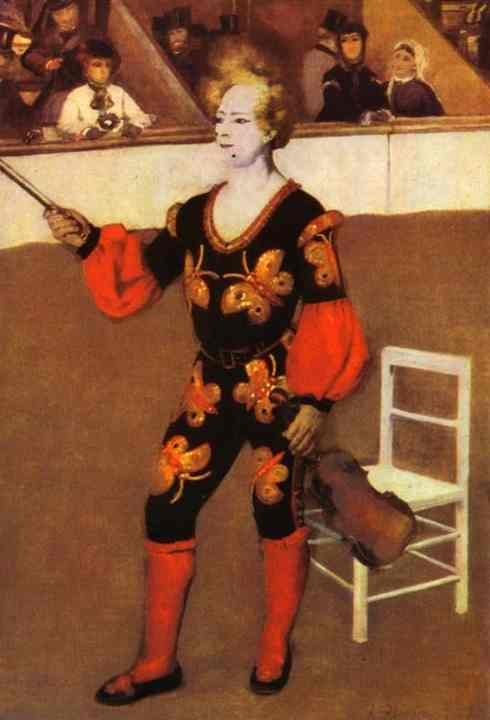
Pierre-Auguste Renoir, Le Clown (nl), 1868.
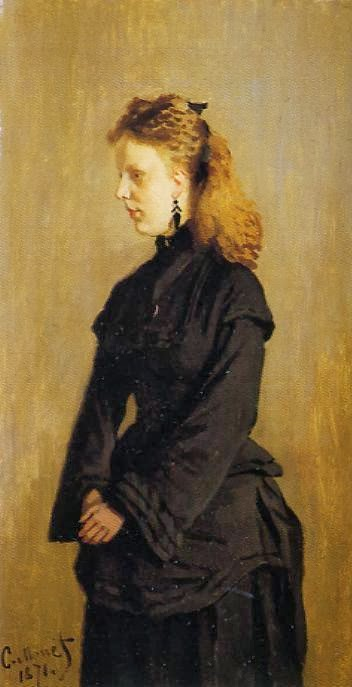
Claude Monet, Portrait de Guurtje van de Stadt, 1871.
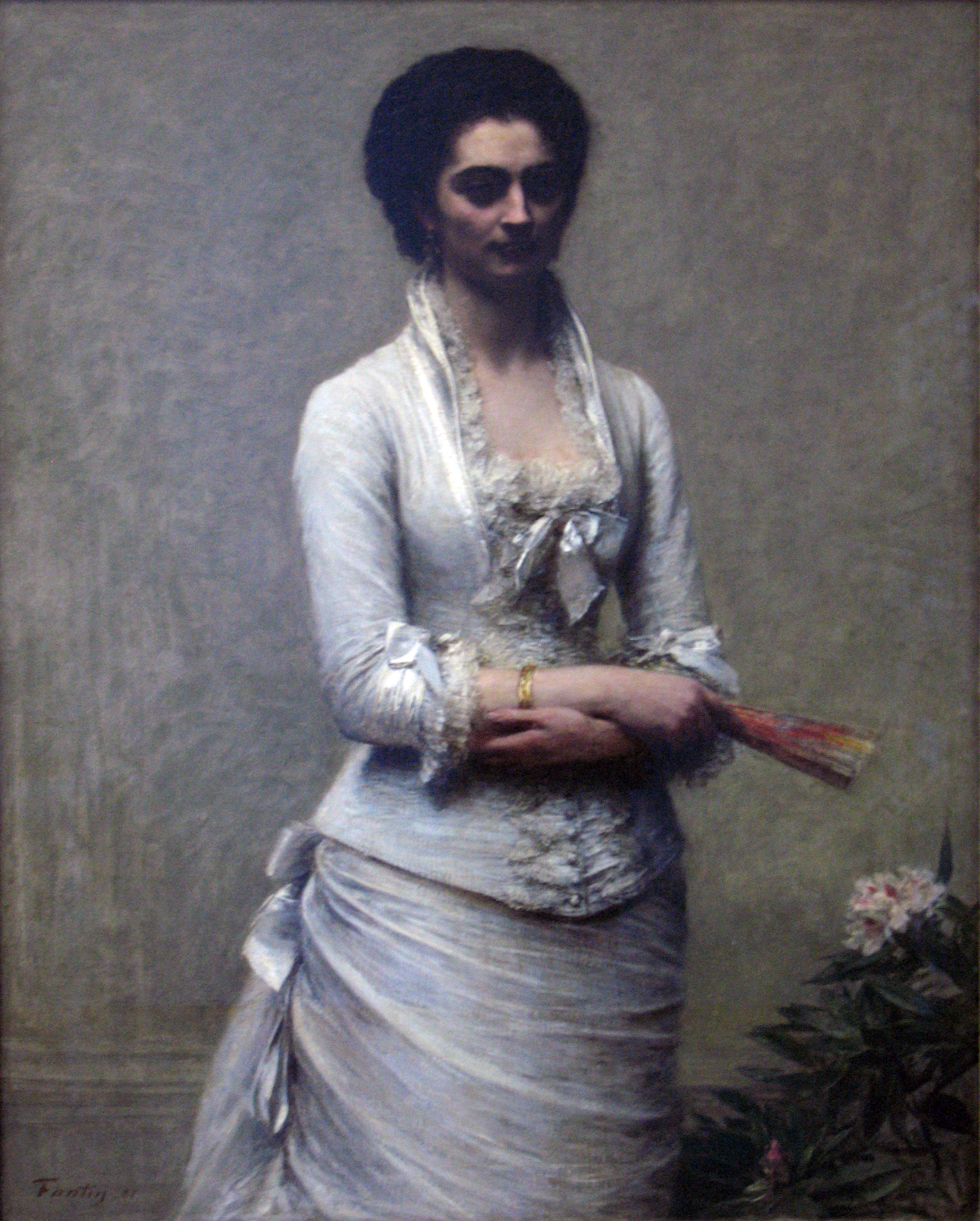
Henri Fantin-Latour, Portrait d'Eva Callimachi-Catargi, 1881.
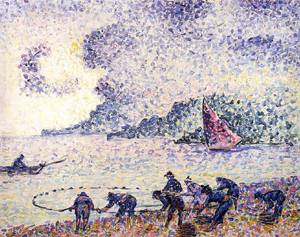
Henri-Edmond Cross, Pêcheurs, 1895.
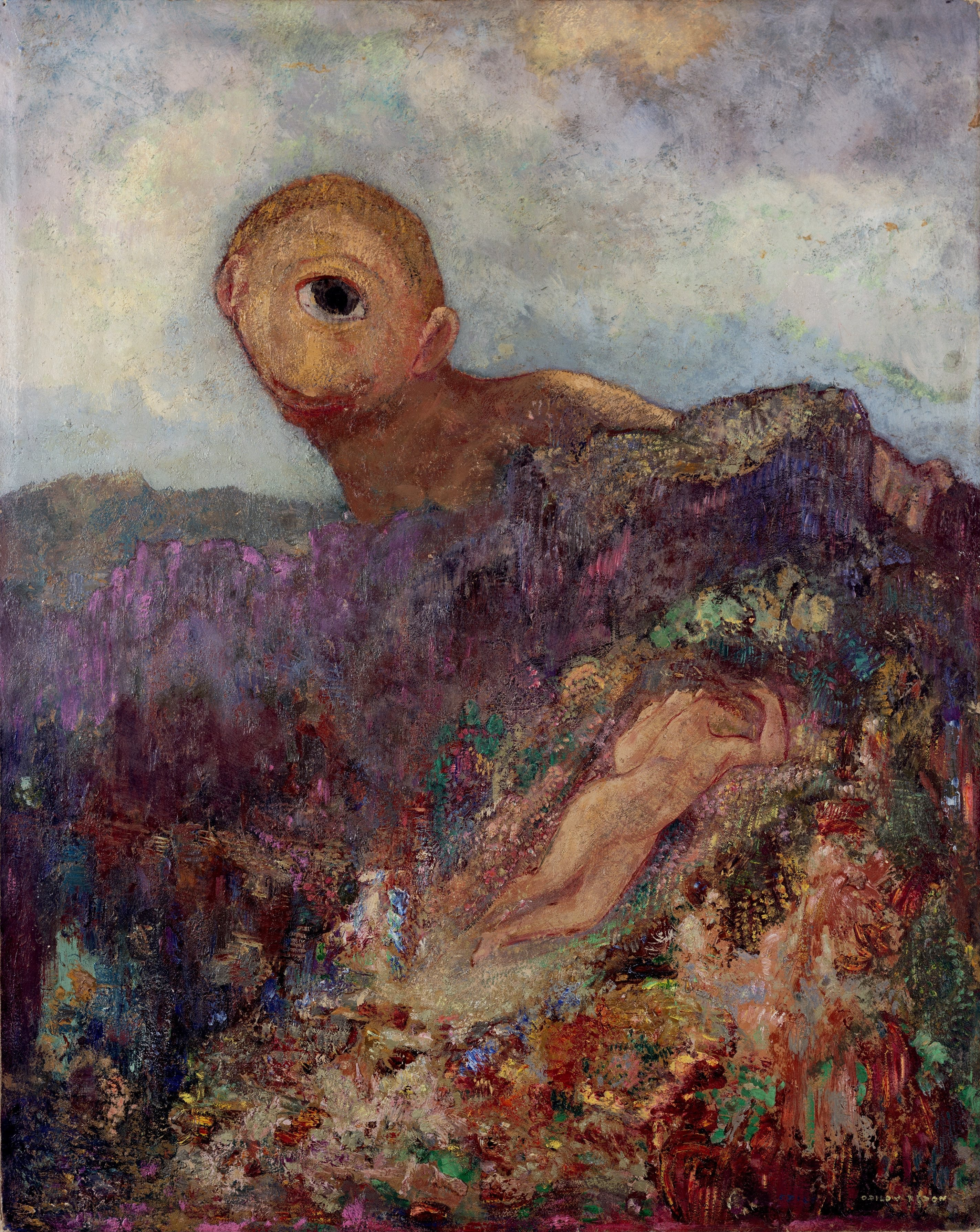
Odilon Redon Le Cyclope, c. 1914.
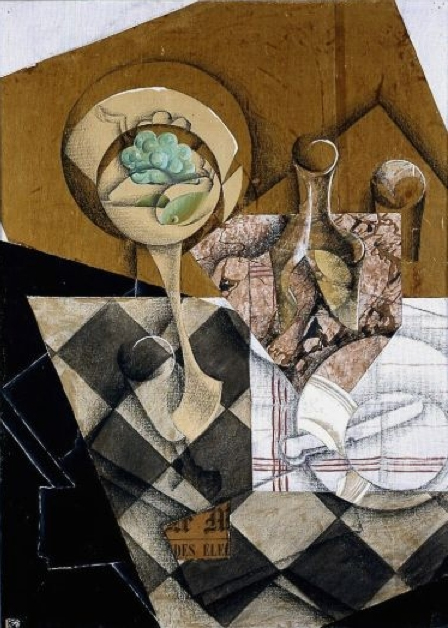
Juan Gris, Le Compotier, 1914.
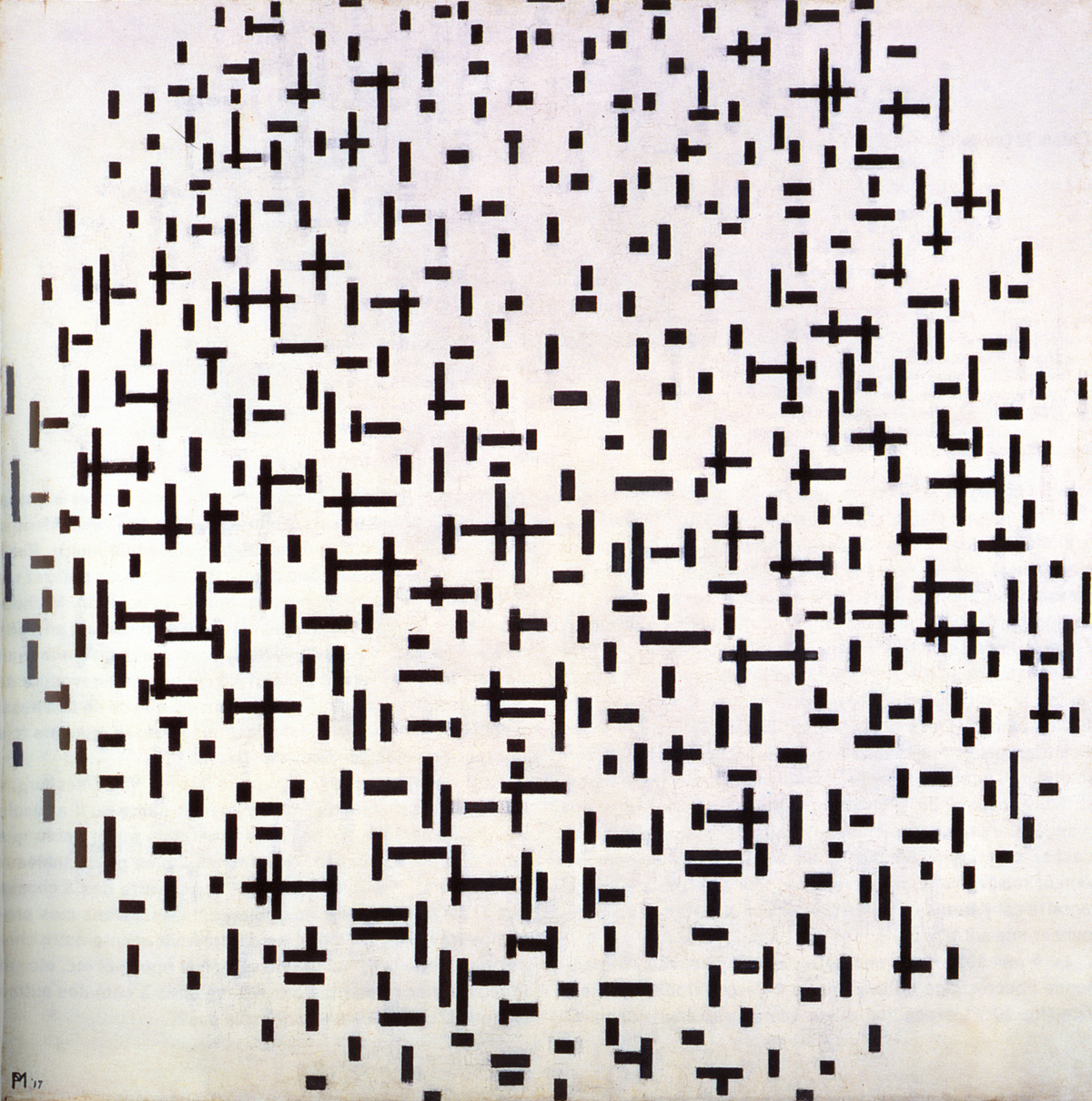
Piet Mondrian Composition en ligne, 1916-1917.
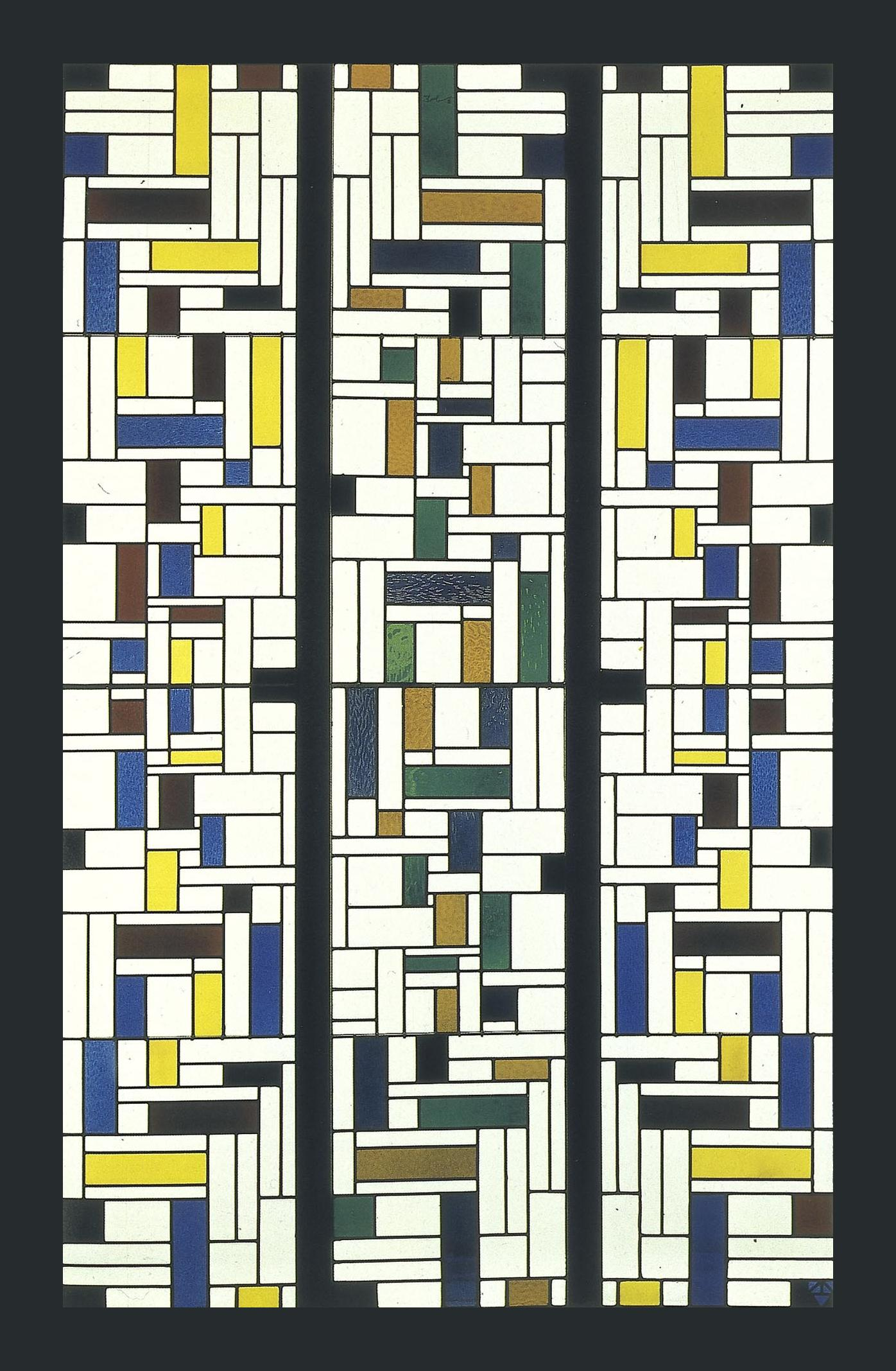
Theo van Doesburg Vitrail Composition IV, 1917.